# Jiří Palkovský
Jiří Palkovský (* 23. Mai 1951 in Ostrava, Tschechoslowakei) ist ein ehemaliger tschechischer Leichtathlet, der sich auf den Hochsprung spezialisiert hat und für die Tschechoslowakei an den Start ging. Seinen größten Erfolg feierte er mit dem Gewinn der Silbermedaille bei den Halleneuropameisterschaften 1973 in Rotterdam.

## Sportliche Laufbahn
Erste internationale Erfahrungen sammelte Jiří Palkovský vermutlich im Jahr 1970, als er bei den Junioreneuropameisterschaften in Paris mit übersprungenen 2,18 m die Goldmedaille gewann. Im Jahr darauf gelangte er bei den Europameisterschaften in Helsinki mit 2,11 m auf den elften Platz und 1973 gewann er bei den Halleneuropameisterschaften in Rotterdam mit 2,20 m die Silbermedaille hinter dem Ungarn István Major. 1975 wurde er bei den Halleneuropameisterschaften in Katowice mit 2,10 m 15. und 1977 gelangte er bei der Sommer-Universiade in Sofia mit derselben Höhe auf Rang 14. Daraufhin trat er nicht mehr international in Erscheinung.